# Distrito electoral 11 (condado de Cedar, Nebraska)
Precinct 11 es una subdivisión territorial del condado de Cedar, Nebraska, Estados Unidos. Según el censo de 2020, tiene una población de 62 habitantes.

## Geografía
La subdivisión está ubicada en las coordenadas 42°34′10″N 97°25′35″O / 42.56944, -97.42639. Según la Oficina del Censo, tiene una superficie de 93.51 km², correspondientes en su totalidad a tierra firme.

## Demografía
Según el censo de 2020, hay 62 personas residiendo en la zona. La densidad de población es de 0.66 hab./km². El 95.2% de los habitantes son blancos, el 1.6% es amerindio , el 1.6% es de otra raza y el 1.6% es de una mezcla de razas. Del total de la población, el 1.6% es hispano o latino.